# Bryum appressum
Bryum appressum är en bladmossart som beskrevs av Ferdinand François Gabriel Renauld och Jules Cardot 1891. Bryum appressum ingår i släktet bryummossor, och familjen Bryaceae. Inga underarter finns listade i Catalogue of Life.